# دانویل (کالیفرنیا)
دان ویل (به انگلیسی: Danville) شهری در شهرستان کنترا کوستا ایالت کالیفرنیا است که در سرشماری سال ۲۰۱۰ میلادی، ۴۲۰۳۹ نفر جمعیت داشته است.